# ФК Куско
ФК Куско (на испански: Cusco Fútbol Club) е перуански професионален футболен отбор от Куско, регион Куско. Основан е на 28 юли 2009 г. Играе в перуанската Примера Дивисион. Носител на Копа Перу и двукратен вицешампион на страната.
До 2019 година носи името „Реал Гарсиласо“.

## История
Отборът е основан от група ученици от училище Инка Гарсиласо де ла Вега през 2009 г. и още през същата година успява да влезе от втора в първа дивизия на Куско. През 2010 г. достига осминафиналите на Копа Перу. През 2011 г. играе четвъртфинал на Торнео Интермедио - турнир по време на подготовката и участието на националния отбор на Копа Америка. По-късно през годината печели Копа Перу след победа с общ резултат 3:2 над Депортиво Пасифико, а с това и промоция за Примера Дивисион. Още в първия си сезон в елита Реал Гарсиласо се класира за финалните мачове срещу Спортинг Кристал, но губи с общ резултат 2:0. Анди Пандо става голмайстор на турнира с 27 гола. Следващият сезон също е успешен за отбора, като той отново се класира за финала. След разменени победи с Университарио де Депортес, допълнителният трети мач завършва при 1:1 след продължения, а при дузпите Университарио надделява с 5:4. Двете втори места осигуряват на Реал Гарсиласо участия в турнира за Копа Либертадорес. През 2013 г. стига до четвъртфинал, където отпада от колумбийския Индепендиенте Санта Фе с общ резултат 5:1, а през 2014 г. отпада още в груповата фаза. През 2015 г. завършва на трето място в първенството и се класира за Копа Судамерикана.

## Футболисти

### Известни бивши футболисти
- Анди Пандо

## Успехи
- Примера Дивисион:
  - Вицешампион (2): 2012, 2013
- Копа Перу:
  - Носител (1): 2011
- Лига Департаментал де Куско:
  - Шампион (1): 2010
- Лига Провинсиал де Куско:
  - Шампион (1): 2010
- Лига Дистритал де Куско:
  - Шампион (1): 2010

## Рекорди
- Най-голяма победа:
  - в национални турнири: 14:0 срещу Депортиво Малдонадо, Копа Перу, 19 октомври 2011 г.
  - в международни турнири: 5:1 срещу Серо Портеньо, Копа Либертадорес, 10 април 2013 г.
- Най-голяма загуба:
  - в национални турнири: 4:0 срещу Универсидад Сесар Вайехо, Примера Дивисион, 28 февруари 2015 г. и Спортинг Кристал, Примера Дивисион, 9 август 2015 г.
  - в международни турнири: 4:1 срещу Дефенсор Спортинг, Копа Либертадорес, 19 февруари 2014 г.
- Най-много голове: Анди Пандо – 27